# Duopol
Et duopol er en form for oligopol, hvor der kun er to producenter/sælgere på et marked. 
Der findes tre hovedmodeller i analysen af duopoler.
- Cournot-konkurrence
- Bertrand-konkurrence
- Stackelberg-konkurrence